# Lützow-Kaserne (Münster)
Die Lützow-Kaserne liegt im Stadtteil Handorf von Münster. Sie wurde nach Generalmajor Ludwig Adolf Freiherr von Lützow benannt.

## Geschichte
In den 1930er Jahren begann die Stadt Münster mit Hilfe der Provinz Westfalen in Handorf mit dem Bau des Flughafens Flugplatz Münster-Handorf. Während des Zweiten Weltkrieges wurde der Flughafen von verschiedenen Einheiten der Luftwaffe genutzt. Nach dem Ende des Zweiten Weltkrieges beschlagnahmten die Briten das Gelände und brachten in den nicht zerstörten Gebäuden Flüchtlinge unter. 1956 wurde mit dem Bau der Lützow-Kaserne begonnen. Im März 1959 wurden die ersten Gebäude der neuen Kaserne von der Bundeswehr bezogen. Ebenfalls im Jahr 1959 wurde auf Teilen des ehemaligen Flughafengeländes eine Nike-Abwehrstellung der niederländischen Luftstreitkräfte stationiert. Nach dem Abzug der Nike-Abwehrstellung in den 1980er Jahren übernahm die Bundeswehr das Gelände und die Lützow-Kaserne wurde erweitert.
Als erste Verbände bezogen das Panzergrenadierbataillon 193, das Panzerbataillon 194 und das Panzerartilleriebataillon 195 der Panzergrenadierbrigade 19 1959 die Kaserne. Bis 1972 war auch das Flugabwehrbataillon 7 in der Kaserne stationiert. 1962 wurde die Panzerjägerkompanie 190 in Handorf bei Münster stationiert. Von 1970 bis 1984 war in der Kaserne auch das Heeresfliegerkommando 1 stationiert. Weiterhin beheimatete die Kaserne auch die Instandsetzungskompanie 190 (Aufstellung 1959 als 3. / Versorgungsbataillon 196). Alle in der Kaserne stationierten Truppen wurden nach der deutschen Wiedervereinigung aufgelöst. Ab 1990 war in der Lützow-Kaserne die Heeresunteroffizierschule I (HUS I) untergebracht, die 2003 in die Lehrgruppe B der Unteroffiziersschule des Heeres überging.
2016 wurde die Lehrgruppe B der Unteroffiziersschule des Heeres am Standort in Delitzsch mit den Lehrgruppen A und C zusammengefasst. Damit verließ die Schule die Lützow-Kaserne. Eine Planung zur Errichtung einer Justizvollzugsanstalt auf dem Kasernengelände wurde 2015 verworfen.
Im Sommer 2017 ist das Stabs- und Unterstützungsbataillon des I. Deutsch-Niederländischen Corps, welches in der Innenstadt von Münster stationiert ist, aus der Blücher-Kaserne in Münster nach Münster-Handorf in die Lützow-Kaserne verlegt worden. Seither ist es der Hauptnutzer der Liegenschaft und stellt somit auch den Kasernenkommandanten.

## Stationierte Einheiten
- Stabs- und Unterstützungsbataillon I.DEU/NLD Corps
- Luftwaffenmusikkorps Münster
- Sanitätsversorgungszentrum Münster
- Bundeswehr-Dienstleistungszentrum Münster
- ZAW Betreuungsstelle Münster
- Heimatschutzregiment 2